# Rally Arroes-Gijón
El Rally Arroes-Gijón es una carrera de rally organizada cada año por el Arroes Racing Club. La carrera tiene su sede en Gijón, Asturias. La prueba es puntuable para el Campeonato de Asturias de Rallyes.

## Ganadores
| Año  | Edición               | Piloto                 | Copiloto            | Automóvil                 | Series   |
| ---- | --------------------- | ---------------------- | ------------------- | ------------------------- | -------- |
| 2005 | 1º Rally Arroes-Gijón | Armide Martín          | Borja Rozada        | Renault Clio S1600        | Asturias |
| 2006 | 2º Rally Arroes-Gijón | Marcelino Hevia        | Jorge González      | Fiat Punto S1600          | Asturias |
| 2007 | 3º Rally Arroes-Gijón | Sergio Pérez           | Pablo Marcos        | Renault Clio S1600        | Asturias |
| 2008 | 4º Rally Arroes-Gijón | Félix García           | Miguel Ángel García | Mitsubishi Lancer EVO VII | Asturias |
| 2009 | 5º Rally Arroes-Gijón | Jesús Fernández 'Tano' | Salvador Belzunces  | Subaru Impreza WRC        | Asturias |
| 2010 | 6º Rally Arroes-Gijón | Jesús Fernández 'Tano' | Salvador Belzunces  | Subaru Impreza WRC        | Asturias |
| 2011 | 7º Rally Arroes-Gijón | Jesús Fernández 'Tano' | Salvador Belzunces  | Subaru Impreza WRC        | Asturias |